# Argut-Dessous
Argut-Dessous è un comune francese di 30 abitanti situato nel dipartimento dell'Alta Garonna nella regione dell'Occitania.

## Società

### Evoluzione demografica
Abitanti censiti